# Jean-François Sonnay
Jean-François Sonnay (* 21. August 1954 in Lausanne) ist ein Schweizer Schriftsteller.

## Leben
Jean-François Sonnay studierte Kunstgeschichte an der Universität Lausanne, wobei sein besonderes Interesse der profanen Baugeschichte des 13. und 14. Jahrhunderts gilt.
Seit den 1970er-Jahren verfasste er neben seinen kunsthistorischen Publikationen vorwiegend Romane und andere Prosatexte. Daneben war er auch als Delegierter des IKRK in mehreren Auslandeinsätzen tätig.
Sonnay ist Mitglied der Schriftstellerverbände Association vaudoise des écrivains (AVE) und Autorinnen und Autoren der Schweiz (AdS) und lebt in Paris.

## Auszeichnungen
- 1998: Prix Rambert für La seconde mort de Juan de Jesús
- 1998: Einzelwerkpreis der Schweizerischen Schillerstiftung
- 2007: Prix Alpes-Jura

## Werke
- Dictionnaire des idées à perdre. L’Aire, Lausanne 1980.
- L’age d’or: soixante-huit. Roman. L’Âge d’Homme, Lausanne 1984.
- Le Tigre en papier I. Roman. L’Âge d’Homme, Lausanne 1984; Campiche, Orbe 2008, ISBN 978-2-88241-219-5.
- Le Tigre en papier II. Roman. L’Âge d’Homme, Lausanne 1990; Campiche, Orbe 2008, ISBN 978-2-88241-220-1.
- Pentaméron. L’Âge d’Homme, Lausanne 1993.
- La seconde mort de Juan de Jesús. Roman. Campiche, Yvonand 1997, ISBN 2-88241-078-6.
- Un prince perdu. Roman. Campiche, Orbe 1999, ISBN 2-88241-093-X.
- Les Contes du tapis Béchir. Campiche, Orbe 2001; ebd. 2004, ISBN 2-88241-147-2.
- Vrai ou faux. Histoires et nouvelles. Campiche, Orbe 2003, ISBN 2-88241-126-X.
- Contes de la petite Rose. Campiche, Orbe 2004, ISBN 2-88241-136-7.
- Yvan, le bazooka, les dingues et moi. Ceci n’est pas un roman. Campiche, Orbe 2006, ISBN 2-88241-178-2.
- Le Pont. Roman. Campiche, Orbe 2009, ISBN 978-2-88241-236-2.
- Il n’y aura pas beaucoup de honte. Récits et nouvelles. Campiche, Orbe 2018, ISBN 978-2-88241-439-7.